# غيل هالفورسن
غيل هالفورسن (بالإنجليزية: Gail Halvorsen)‏ هو ضابط وطيار أمريكي، ولد في 10 أكتوبر 1920 في سولت ليك في الولايات المتحدة.

## وصلات خارجية
- غيل هالفورسن على موقع IMDb (الإنجليزية)
- غيل هالفورسن على موقع إن إن دي بي (الإنجليزية)
- غيل هالفورسن على موقع قاعدة بيانات الفيلم (الإنجليزية)